# توريبلاسكوبيدرو
بلدية توريبلاسكوبيدرو (بالإسبانية: Torreblascopedro) هي بلدية تقع في مقاطعة خاين التابعة لمنطقة أندلوسيا جنوب إسبانيا.

## الديموغرافيا
بلغ عدد سكان بلدية توريبلاسكوبيدرو 2.856 نسمة عام 2011 (وفقاً للمعهد الوطني للإحصاء الإسباني).
| 3.033 | 3.001 | 2.946 | 2.866 | 2.835 | 2.801 | 2.856 |